# Europasaurus
Az Europasaurus (görög „európai gyík”) négylábú növényevő dinoszaurusz nemzetség volt  a késő jura korában, a kimmeridge-i korszakban. Maradványai Németország északi részéből kerültek elő. Rendszertanilag a hüllőmedencéjű sauropodák közé tartozott, ezen belül a Macronaria kládhoz (csoporthoz).
Bár az előkerült példányok testhossza 1,7 és 6,2 méter között volt, az izolált zsugorodás példáiként emlegetik őket, ami azt jelenti, hogy testméretük jelentősen csökkent, mert a mai alsó-szászországi medence területén egykor létező szigetre visszaszorultan éltek. Az előkerült példányok az Europasaurus holgeri fajhoz tartoznak, amely Holger Lüdtke tiszteletére kapta nevét, aki a taxon első fosszíliáit felfedezte.
A holotípus fosszília (DFMMh/FV 291; Dinosaurier-Freilichtmuseum Münchehagen/Verein zur Förderung der Niedersächsischen Paläontologie) egy koponya darabjaiból és csigolyákból áll. Valamennyi, a taxonhoz tartozó fosszília a Goslar közelében található Langenberg kőbánya „93-as ágyából” került elő.

## Filogenetikája
Az Europasaurus holgeri kladisztikai elemzése azt mutatja, hogy a méretzsugorodás leszármazott sajátosság, így a Macronaria csoporton belül az Europasaurus leszármazottai, mint  a Camarasaurus, és a Brachiosauridae, illetve a Titanosauriformes kladisztikai testvércsoportjának tekintendő.

## Összezsugorodása

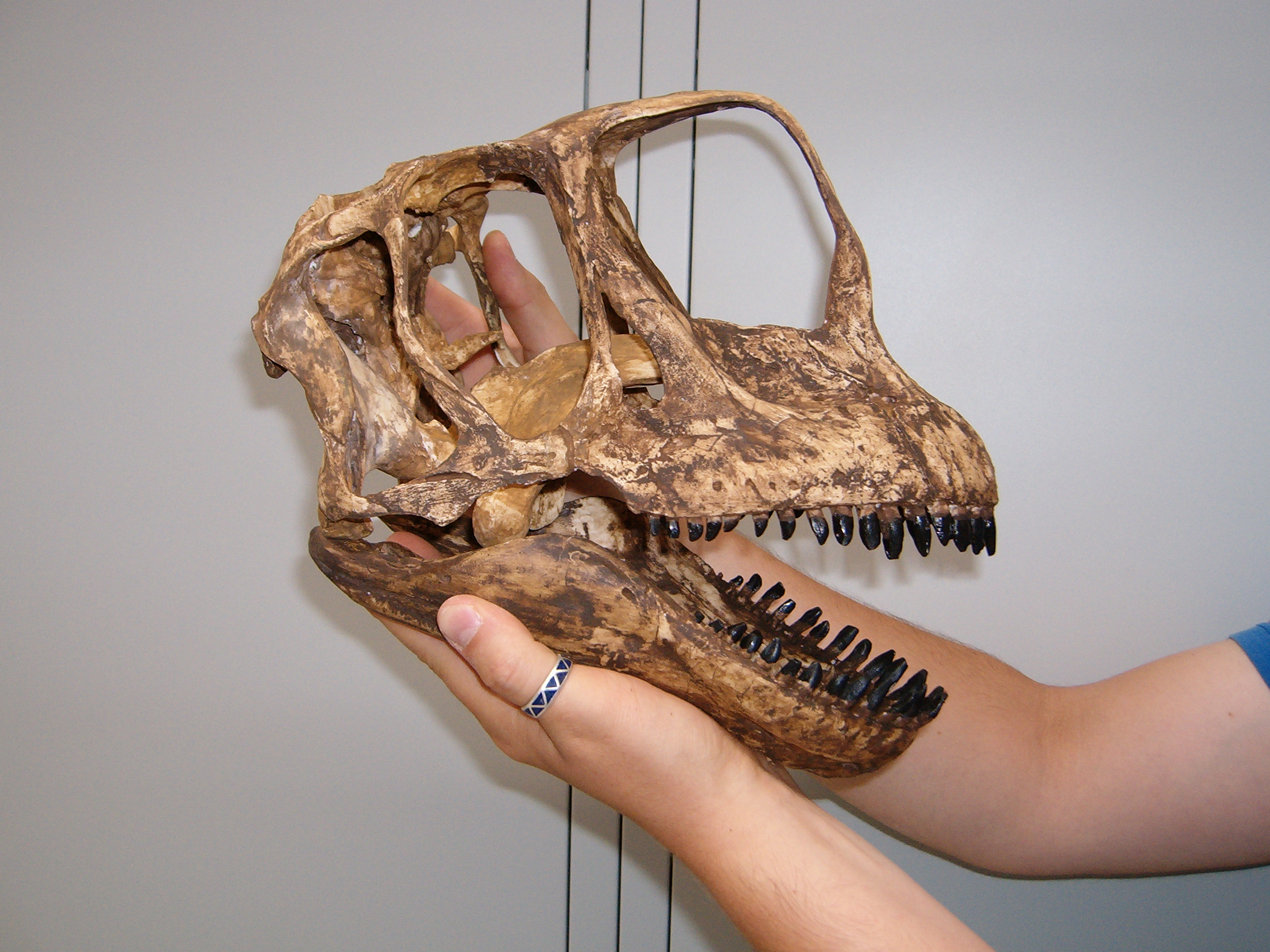
Europasaurus koponyája.

A tudósok feltételezik, hogy az Europasaurus méretcsökkenése gyorsan következhetett be, miután egy ősszigetre kerültek, hiszen az alsó-szászországi medence legnagyobb szigete sem lehetett elegendő nagyságú ahhoz, hogy megfelelő mennyiségű élelmet biztosítson az óriás sauropodák populációjának. Az izolált zsugorodásra  egy másik példával a maastrichti (késő kréta) Haţeg-sziget (Hátszeg környéke a mai Románia területén) szolgál, ahol a Magyarosaurus, illetve a hadrosaurusok közé tartozó Telmatosaurus mérete csökkent. E két példa esetében a paleogeográfia és a paleoökológia módszereivel sikerült megmagyarázni a nagy méretű fajok miniatűr változatainak kialakulását.
A fosszilis csontokról a hisztológiai elemzés segített kideríteni, hogy nem fiatal, hanem kifejlett egyedekhez tartoztak.  A tipikusan nagy testű Camarasaurus csontjainak hisztológiai elemzésével összehasonlítva a paleontológusok arra jutottak, hogy az Europasaurus kis mérete a lelassult növekedés következménye, ahogy más sauropodák esetében a felgyorsult növekedés a felelős a gigantizmus kialakulásáért.